# Aelurillus latebricola
Aelurillus latebricola är en spindelart som beskrevs av Sergei Aleksandrovich Spassky 1941. Aelurillus latebricola ingår i släktet Aelurillus och familjen hoppspindlar. Inga underarter finns listade i Catalogue of Life.